# Exécution de Marie-Antoinette d'Autriche
 (septembre 2008).
Si vous disposez d'ouvrages ou d'articles de référence ou si vous connaissez des sites web de qualité traitant du thème abordé ici, merci de compléter l'article en donnant les références utiles à sa vérifiabilité et en les liant à la section « Notes et références ».
L'exécution de Marie-Antoinette d'Autriche est l'application de la condamnation à la peine capitale par guillotine de Marie-Antoinette d'Autriche, ancienne reine de France et de Navarre et ancienne reine des Français. La condamnation à mort est prononcée par le Tribunal révolutionnaire le 16 octobre 1793, à quatre heures et demi du matin, après un procès qui a duré deux jours, et la sentence est exécutée le jour même.

## Déroulement

### Parcours depuis la Conciergerie
Le mercredi 16 octobre 1793, vers 10 h du matin, les quatre juges et le greffier du Tribunal révolutionnaire entrent dans la pièce où se trouve Marie-Antoinette. Ils lui font lecture de la sentence. À la fin de la lecture, le bourreau Henri Sanson lui attache les mains derrière le dos. Il lui ôte ensuite sa coiffe et lui coupe les cheveux. 
Marie-Antoinette franchit la grille de la Conciergerie emmenée par Henri Sanson, et se dirige vers la cour du Mai où l'attend une charrette. Il s'agit d'un plateau de bois, posé sur des essieux, et tiré par deux percherons. L'ancienne reine de France grimpe l'escabeau avec l'aide de Sanson.
L'abbé Girard, curé de Saint-Landry, prêtre constitutionnel désigné par le Tribunal révolutionnaire, l'accompagne en tant que confesseur. N'ayant pas eu le choix de son prêtre, contrairement à Louis XVI, Marie-Antoinette refuse les services de celui qui lui est imposé. Le bourreau se place derrière la reine déchue, son aide est assis au fond de la charrette. Sortie de la cour du Mai, la charrette roule lentement au travers de la foule. 30 000 hommes de troupe forment une haie tout au long du parcours. À l'entrée de la rue Saint-Honoré, des clameurs de haine se font entendre et la charrette s'immobilise.

### Exécution
Vers midi, le véhicule apparaît sur la place de la Révolution (aujourd'hui place de la Concorde). Marie-Antoinette descend de la charrette. Elle gravit l'échelle menant à l'échafaud, perdant l'un de ses souliers (lequel fait aujourd'hui partie de la collection du musée des beaux-arts de Caen). La légende dit que l'ancienne reine a marché, avec l'autre soulier, sur le pied du bourreau et que ses dernières paroles ont été : « Monsieur, je vous demande pardon, je ne l'ai pas fait exprès ». Les aides l'attachent sur la planche, le couperet tombe. Henri Sanson saisit la tête de Marie-Antoinette par les cheveux et la brandit au peuple en criant « Vive la République ! ».
Marie-Antoinette est inhumée au cimetière de la Madeleine dans la même fosse commune que son mari le « ci-devant » Louis XVI. On répandit de la chaux vive sur sa dépouille.

### Acte de décès
L'acte de décès de la « veuve Capet » est établi le 24 octobre 1793. L'original de l'acte a disparu lors de la destruction des archives de Paris en 1871, mais il a été recopié par des archivistes. Voici ce que dit le texte :

« Du trois du second mois de l'an Second de la République française (24 octobre 1793).
Acte de décès de Marie-Antoinette Lorraine d'Autriche du vingt-cinq du mois dernier (16 octobre 1793) âgée de trente-huit ans, veuve de Louis Capet, vu l'extrait du jugement du tribunal criminel révolutionnaire et du procès-verbal d'exécution en date du 25 du mois dernier.
Signé Woeff, commis greffier. L'officier public Deltroit. »

## Postérité
La Restauration rend les honneurs à la belle-sœur du roi Louis XVIII. Le 21 janvier 1815, les restes de la « reine martyre » sont déposés à la basilique Saint-Denis. En 1816, le roi fait élever par Pierre Petitot un monument funéraire dans la basilique.
Au cimetière de la Madeleine où fut inhumée Marie-Antoinette, Louis XVIII fit construire une chapelle (la chapelle expiatoire) qui fut érigée par Lebas et Fontaine en 1826. La chapelle est ornée de deux figures sculptées représentant Louis XVI et Marie-Antoinette. Le cimetière de la Madeleine se nomme aujourd'hui le square Louis-XVI.

## Dans la culture
La scène de l'exécution est l'objet de plusieurs peintures, dont le fameux croquis Marie-Antoinette conduite à l'échafaud de Jacques-Louis David.

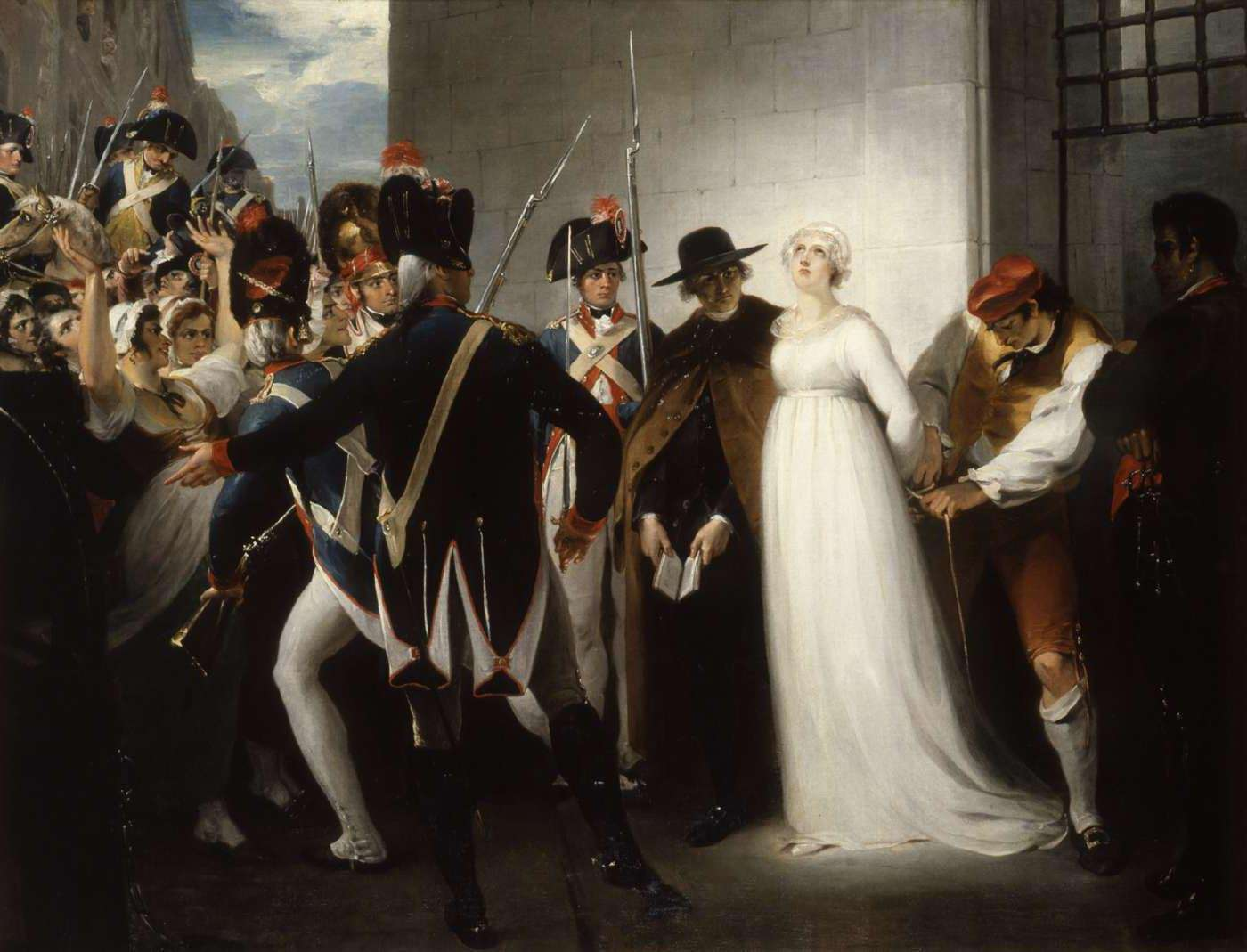
Marie-Antoinette quittant la conciergerie, le 16 octobre 1793 par William Hamilton (1794)
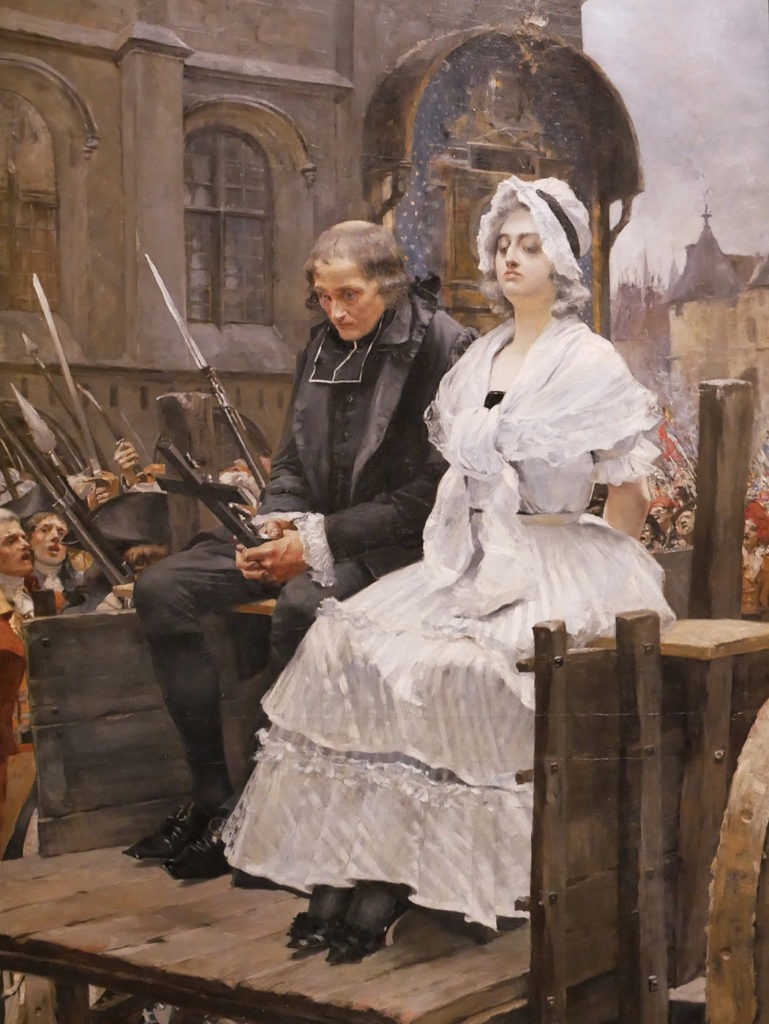
Marie-Antoinette se rendant au supplice par François Flameng (1885)
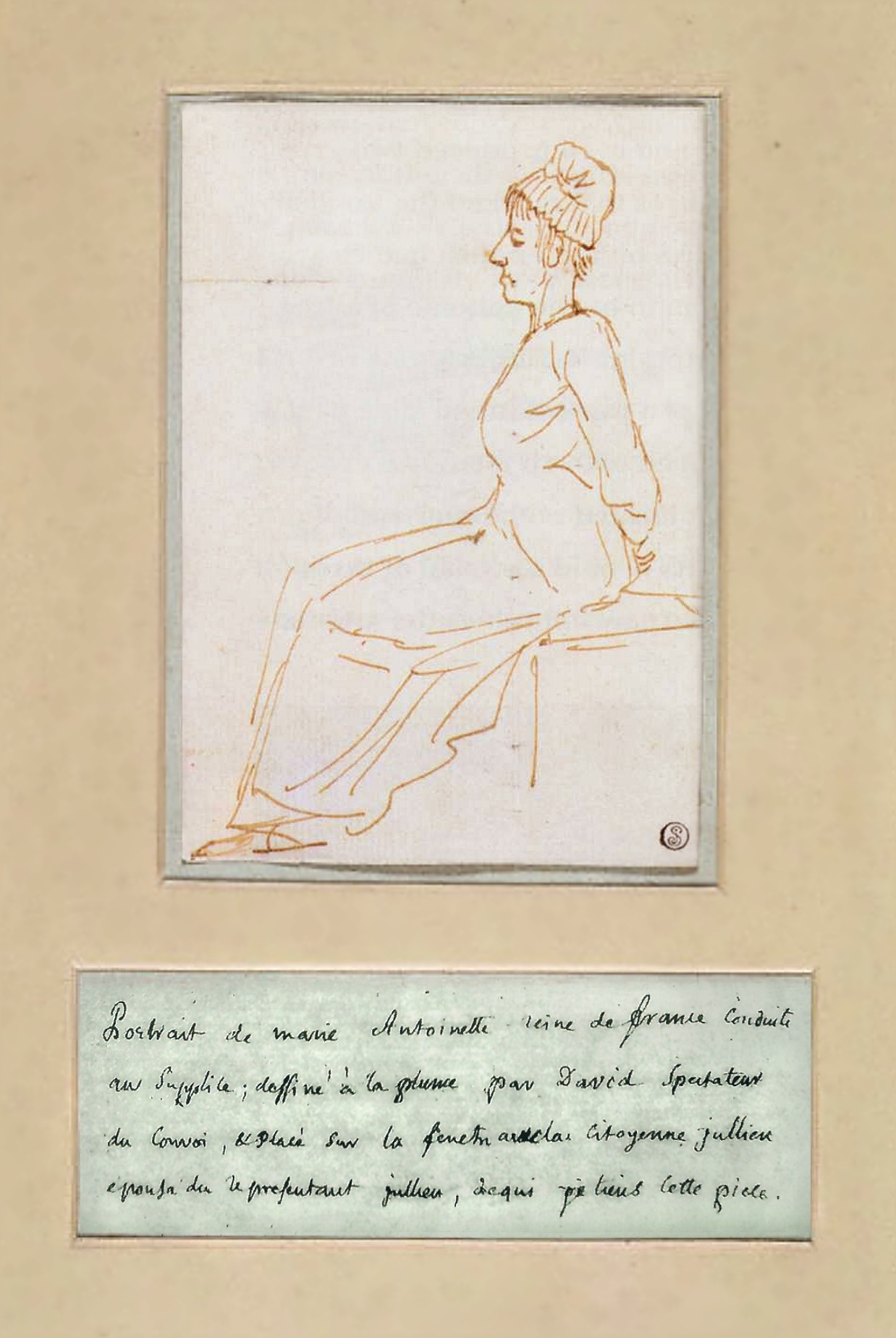
Marie-Antoinette conduite à l'échafaud par Jacques-Louis David (1793)
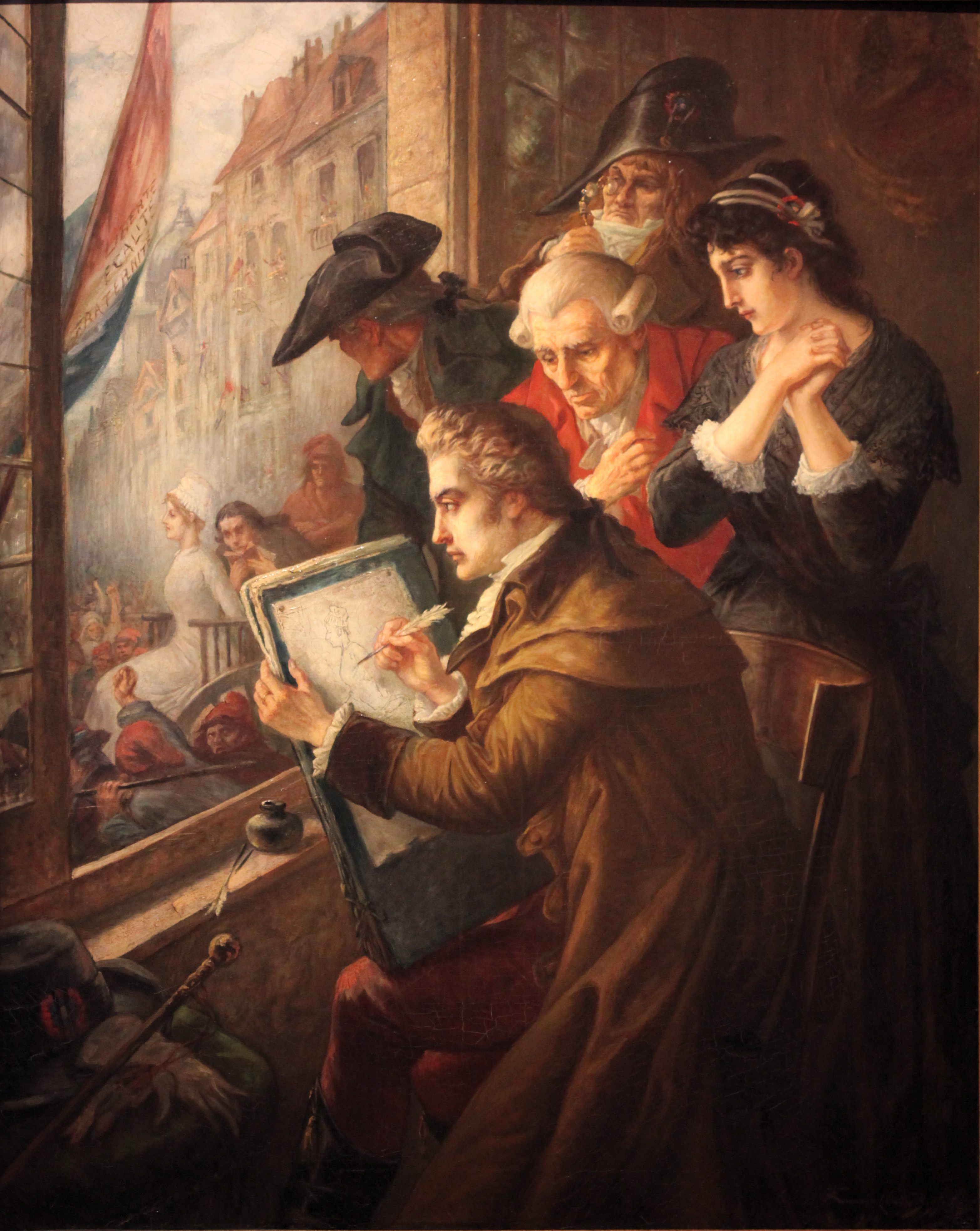
Le Peintre David dessinant Marie-Antoinette conduite au supplice par Jean-Emmanuel Van den Bussche (1900 - Musée de la Révolution française)
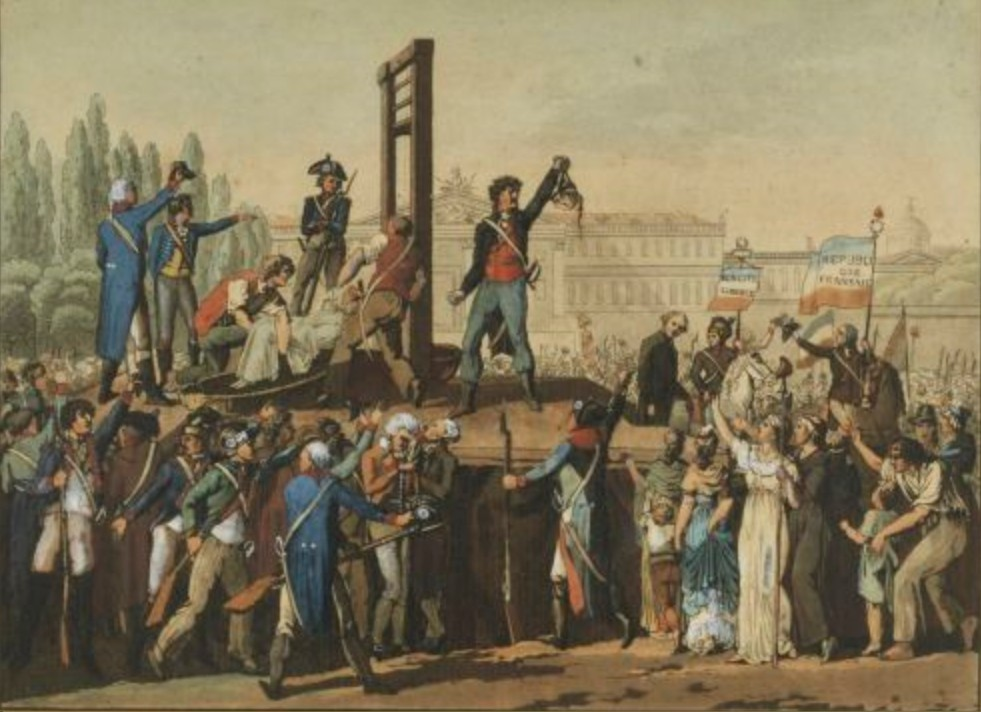
Exécution de Marie-Antoinette d'Autriche, reine de France, le 16 octobre 1793 par anonyme (musée de la Révolution française, Vizille).

L'exécution de Marie-Antoinette d'Autriche est dépeinte dans le film La Révolution française (1989).